# Пертахия, Марика Автандиловна
Марика Автандиловна Пертахия (род. 15 декабря 1992 года) — российская фристайлистка (могул).

## Карьера
На этапах Кубка Европы дебютировала 5 февраля 2008 года. Победитель четырёх этапов, обладатель двух вторых и одного третьего места в индивидуальном разряде. В параллельном могуле четырежды была победителем и один раз - второй.
На юниорском чемпионате мира 2011 года стала чемпионкой в парном могуле и серебряным призёром - в индивидуальном могуле.
На юниорском чемпионате мира 2012 года стала серебряным призёром в парном могуле и бронзовым - в индивидуальном могуле.
Участница четырёх чемпионатов мира (2011, 2013, 2015, 2017). Лучший результат - 4 место в индивидуальном могуле в 2017 и 5 место в парном могуле 2017; 9 место в могуле (2011, 2013) и 11-е место в параллельном могуле (2011).
На этапах Кубка мира дебютировала 18 марта 2010 года в Сьерра-Невада (Испания). Лучший результат на Кубке Мира- 4 место в могуле (26.01.2013, Калгари) и 7-е место в параллельном могуле; 3 место в индивидуальном могуле (10.12.2017г) Рука, Финляндия.
Участница Олимпиады в Сочи, где заняла 17-е место в могуле.
Участница Олимпиады 2018 года в Пхенчхане (15 место).
Участница шести чемпионатов России. Чемпион 2014 года в могуле, бронзовый призёр 2009 года в могуле. Трёхкратный серебряный призёр (2011, 2012, 2014) в параллельном могуле.
Образование: В 2017 году окончила Институт физической культуры, спорта и туризма Сибирского федерального университета.